# تشارلز إتش. مور
تشارلز إتش. مور (بالإنجليزية: Charles H. Moore) (و. 1938  م) هو فيزيائي، وعالم حاسوب، ومبرمج أمريكي، ولد في ماكيسبورت.